# Los Huertos
Los Huertos è un comune spagnolo di 156 abitanti situato nella comunità autonoma di Castiglia e León.